# Zlatý míč 1995
Zlatý míč, cenu pro nejlepšího fotbalistu dle mezinárodního panelu sportovních novinářů, v roce 1995 získal liberijský fotbalista George Weah, který v průběhu roku přestoupil z Paris Saint-Germain do AC Milán. Šlo o 40. ročník ankety, organizoval ho časopis France Football a výsledky určili sportovní publicisté ze 49 zemí Evropy.
Od tohoto ročníku bylo možno hlasovat i pro hráče z neevropských zemí, pokud hráli v evropských klubech. Vzhledem k tomu, že v té době už prakticky všichni nejlepší hráči hráli v Evropě, přeměnila se fakticky anketa z nejlepšího hráče Evropy na nejlepšího hráče světa. Zároveň od tohoto ročníku časopis France Football nejdříve nominuje hráče, ze kterých mohou hlasující vybírat.

## Pořadí
| Pořadí | Jméno                | Klub                             | Země                 | Body |
| ------ | -------------------- | -------------------------------- | -------------------- | ---- |
| 1      | George Weah          | Paris Saint-Germain AC Milán     | Libérie              | 144  |
| 2      | Jürgen Klinsmann     | Tottenham Hotspur Bayern Mnichov | Německo              | 108  |
| 3      | Jari Litmanen        | Ajax Amsterdam                   | Finsko               | 67   |
| 4      | Alessandro Del Piero | Juventus                         | Itálie               | 57   |
| 5      | Patrick Kluivert     | Ajax                             | Nizozemsko · Surinam | 47   |
| 6      | Gianfranco Zola      | Parma                            | Itálie               | 41   |
| 7      | Paolo Maldini        | AC Milán                         | Itálie               | 36   |
| 8      | Marc Overmars        | Ajax                             | Nizozemsko           | 33   |
| 9      | Matthias Sammer      | Borussia Dortmund                | Německo              | 18   |
| 10     | Michael Laudrup      | Real Madrid                      | Dánsko               | 17   |
| 11     | Marcel Desailly      | AC Milán                         | Francie · Ghana      | 16   |
| 12     | Frank Rijkaard       | Ajax                             | Nizozemsko · Surinam | 15   |
| 12     | Fabrizio Ravanelli   | Juventus                         | Itálie               | 15   |
| 14     | Paulo Sousa          | Juventus                         | Portugalsko          | 14   |
| 14     | Christo Stoičkov     | Barcelona Parma                  | Bulharsko            | 14   |
| 16     | Dejan Savićević      | AC Milán                         | Jugoslávie           | 12   |
| 17     | Davor Šuker          | Sevilla FC                       | Chorvatsko           | 10   |
| 18     | Fernando Hierro      | Real Madrid                      | Španělsko            | 9    |
| 19     | Gianluca Vialli      | Juventus                         | Itálie               | 8    |
| 20     | Gabriel Batistuta    | Fiorentina                       | Argentina            | 7    |
| 21     | Franco Baresi        | AC Milán                         | Itálie               | 6    |
| 21     | Finidi George        | Ajax                             | Nigérie              | 6    |
| 23     | Roberto Baggio       | Juventus                         | Itálie               | 5    |
| 23     | Anthony Yeboah       | Eintracht Frankfurt Leeds United | Ghana                | 5    |
| 23     | Zvonimir Boban       | AC Milán                         | Chorvatsko           | 5    |
| 26     | Ronaldo              | PSV Eindhoven                    | Brazílie             | 4    |
| 27     | Juan Esnáider        | Real Zaragoza Real Madrid        | Argentina            | 3    |
| 27     | Iván Zamorano        | Real Madrid                      | Chile                | 3    |
| 27     | Andreas Möller       | Borussia Dortmund                | Německo              | 3    |
| 30     | Vítor Baía           | FC Porto                         | Portugalsko          | 2    |
| 30     | Bebeto               | Deportivo La Coruña              | Brazílie             | 2    |
| 32     | Alan Shearer         | Blackburn Rovers                 | Anglie               | 1    |
| 32     | Luís Figo            | Sporting CP Barcelona            | Portugalsko          | 1    |
| 32     | Ian Wright           | Arsenal                          | Anglie               | 1    |

Tito hráči byli rovněž nominováni, ale nedostali žádný hlas: Daniel Amokachi, Dino Baggio, Abel Balbo, Mario Basler, Júlio César, Didier Deschamps, Donato Gama, Stefan Effenberg, Vincent Guérin, Christian Karembeu, Bernard Lama, Japhet N'Doram, Jay-Jay Okocha, Fernando Redondo, Peter Schmeichel a Clarence Seedorf.